# Perry's Chemical Engineers' Handbook
Il Perry's Chemical Engineers' Handbook è un manuale ad uso degli ingegneri chimici, considerato, in quanto manuale, un testo fondamentale nell'attività di un ingegnere chimico.

## Storia
Edito da McGraw-Hill, fu presentato per la prima volta da John H. Perry nel 1939; le prime tre edizioni furono tutte curate dallo stesso John H. Perry, che poi passò il testimone a suo figlio, Robert H. Perry, che ne curò la quarta e la quinta.
Robert H. Perry morì prima di licenziare la sesta edizione, che comunque uscì poco dopo la sua morte; la settima edizione (attuale, non considerando l'ottava che non porta modifiche sostanziali) è stata curata da Don W. Green ma, per tradizione, ci si riferisce a questa sempre come il Perry.

## Contenuti
Il manuale è redatto in lingua inglese, e contiene (settima edizione) circa 2640 pagine; è strutturato in 30 sezioni (qui elencate in italiano):
1. Fattori di conversione e simboli matematici
2. Dati fisici e chimici
3. Matematica
4. Termodinamica
5. Trasferimento di energia e di massa
6. Dinamica dei fluidi e delle particelle
7. Cinetica dei reattori
8. Controllo di processo
9. Considerazioni economiche sui processi
10. Trasporto e stoccaggio dei fluidi
11. Apparecchiature di scambio termico
12. Psicrometria, raffreddamento evaporativo ed essiccamento dei solidi
13. Distillazione
14. Absorbimento dei gas e progettazione dei sistemi gas-liquido
15. Esercizio ed apparecchiature per estrazione liquido-liquido
16. Adsorbimento e scambio ionico
17. Esercizio ed apparecchiature per sistemi gas-solido
18. Esercizio ed apparecchiature per sistemi liquido-solido
19. Esercizio ed apparecchiature per sistemi solido-solido
20. Riduzione ed aumento delle dimensioni (dei prodotti, NdR)
21. Trattamento dei solidi in bulk e imballo dei solidi e dei liquidi
22. Processi alternativi di separazione
23. Reattori
24. Ingegneria biochimica
25. Gestione dei rifiuti
26. Sicurezza dei processi
27. Risorse energetiche, conversione ed uso
28. Materiali da costruzione
29. Azionamenti per apparecchiature di processo
30. Analisi del funzionamento degli impianti.

Come si vede, la trattazione di certe tecnologie recenti (come le nanotecnologie) è carente; la settima edizione risale all'inizio degli anni novanta.

## Edizioni
- Robert H. Perry, Dow W. Green, Perry's Chemical Engineers' Handbook, 8ª ed., McGraw-Hill, 2007, ISBN 0-07-142294-3.
- Robert H. Perry, Dow W. Green, Perry's Chemical Engineers' Handbook Seventh Edition, 7ª ed., McGraw-Hill, 1999, ISBN 0-07-115448-5.
- Robert H. Perry, Dow W. Green e James O. Maloney, Perry's Chemical Engineers' Handbook, 6ª ed., McGraw-Hill, 1984, ISBN 0-07-049479-7.